# 1938 în film
- 1937 în cinematografie — 1938 în cinematografie — 1939 în cinematografie

## Premii

### Oscar
- Cel mai bun film:
- Cel mai bun regizor:
- Cel mai bun actor:
- Cea mai bună actriță:
- Cel mai bun film străin:

Articol detaliat: Oscar 1938